# Dampfstraßenbahn

Dampfstraßenbahnzug vor dem Bahnhof Kehl

Eine Dampfstraßenbahn, Dampftramway, Dampftrambahn oder Dampftram ist eine Straßenbahn, die mit Dampflokomotiven betrieben wird und deren Gleise entweder auf der Straße oder auf einem eigenen Gleiskörper unmittelbar neben der Straße verlegt sind. Ihr Betrieb dient dem öffentlichen Personennahverkehr; sie können sowohl als Straßenbahn als auch als Lokalbahn beziehungsweise Kleinbahn konzessioniert sein. Betrieben wurden Dampfstraßenbahnen in der Regel mit eigens hierfür entwickelten Straßenbahnlokomotiven, speziellen kurzen Dampflokomotiven mit Rundumverkleidung und weiteren Adaptionen für den Straßenbahnbetrieb. 

## Geschichte

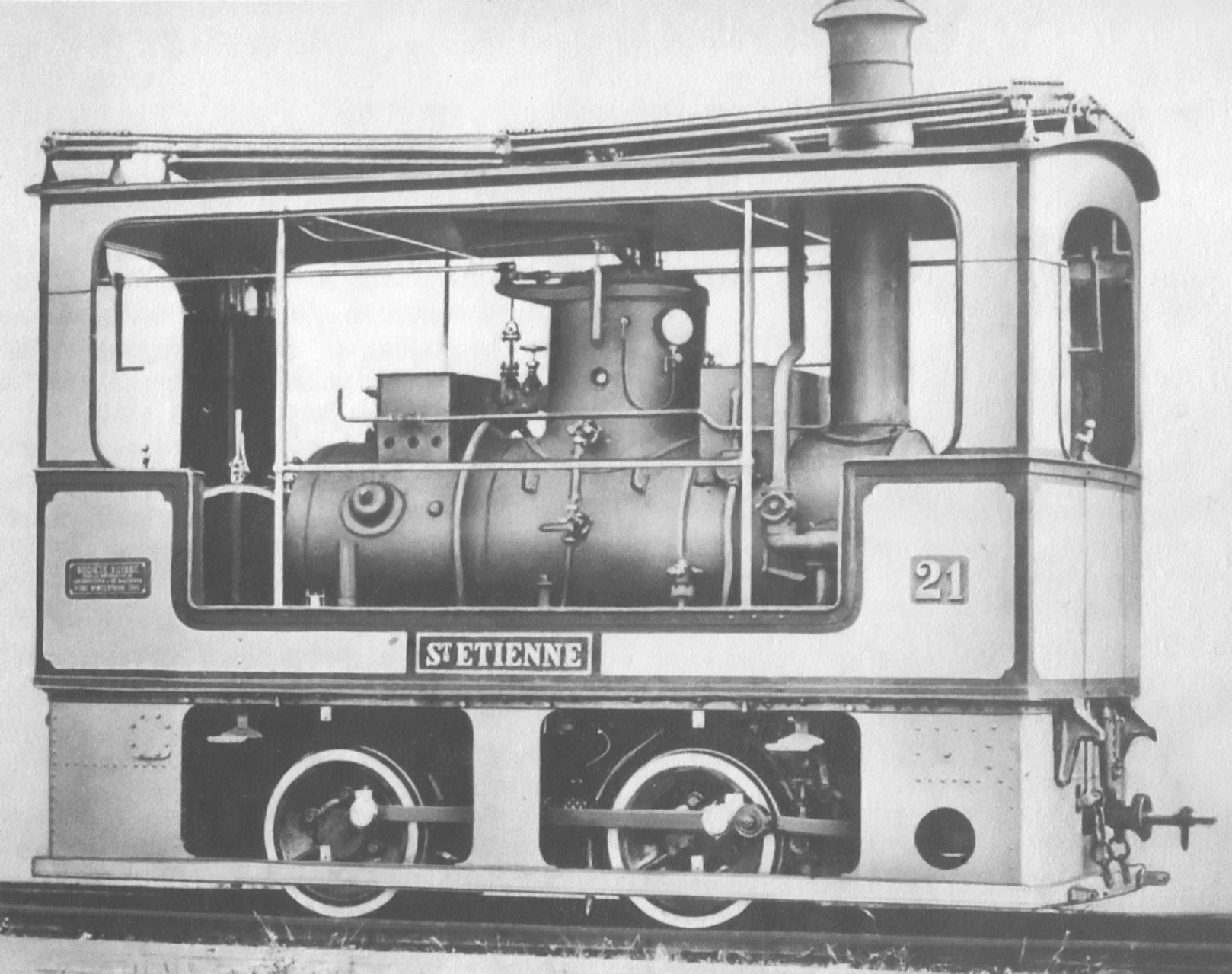
Eine typische Trambahnlokomotive

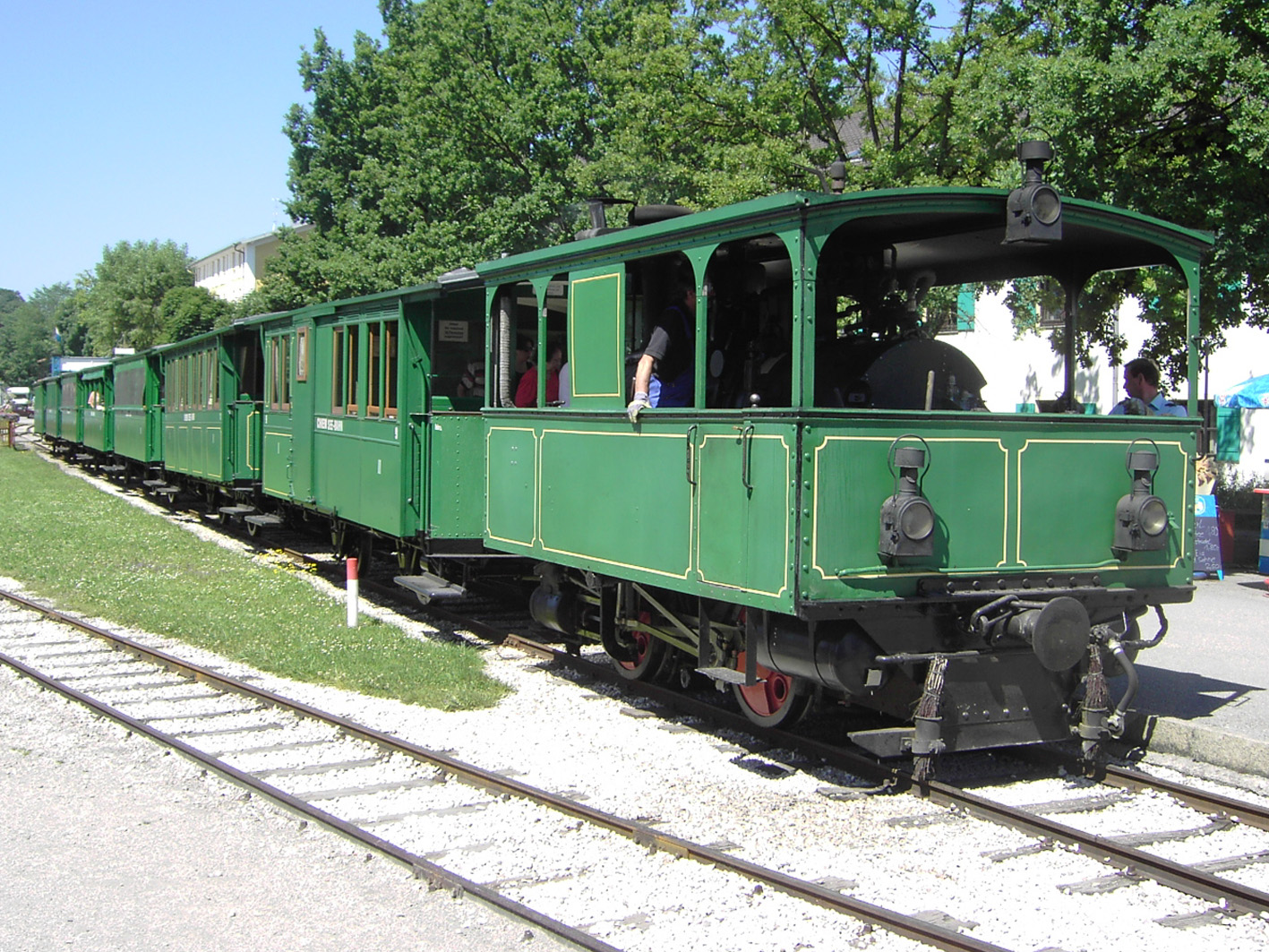
Die Chiemsee-Bahn ist die älteste ununterbrochen in Betrieb stehende Dampftramway der Welt.

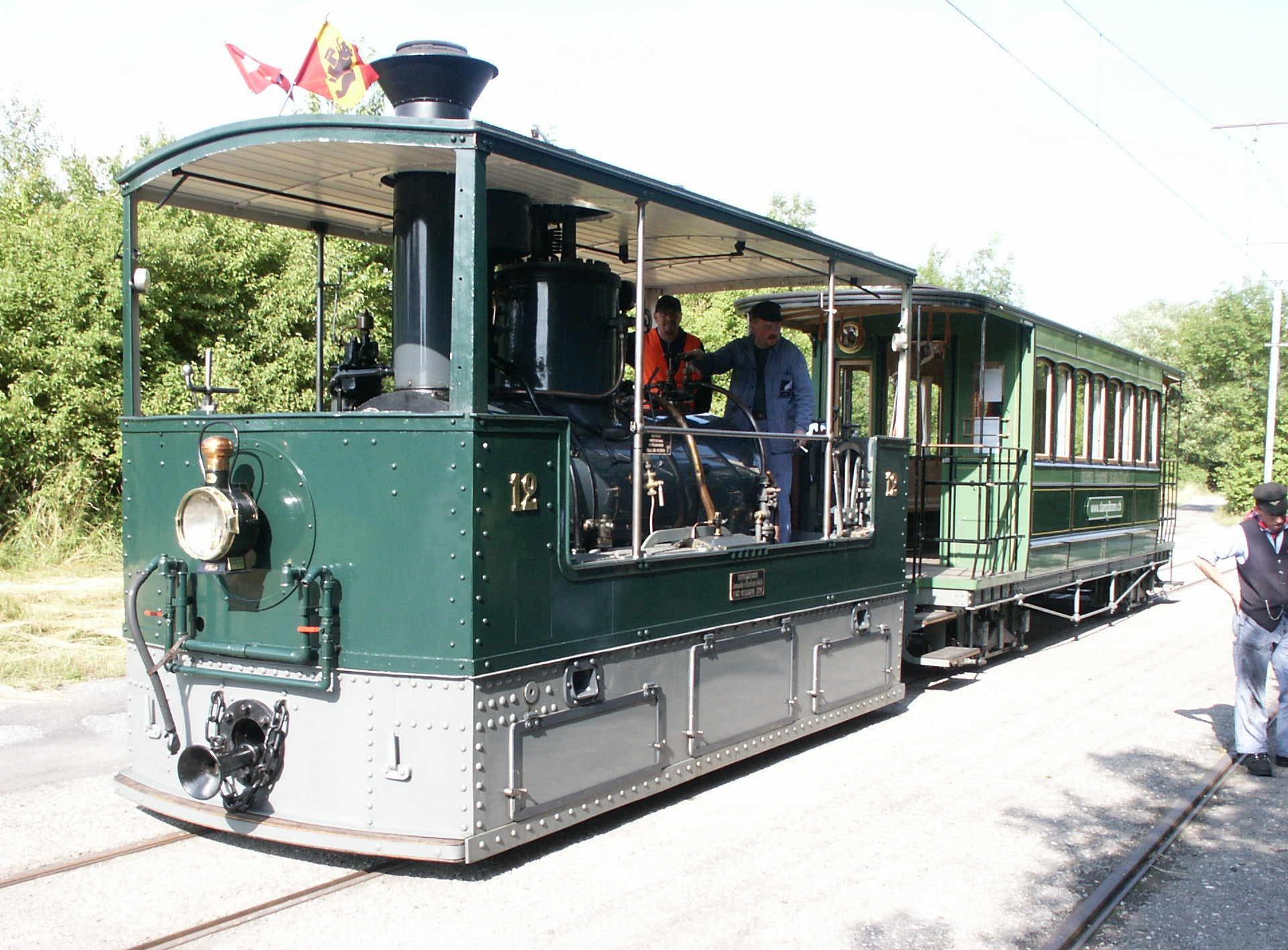
Die Komposition der Berner Tramway-Gesellschaft

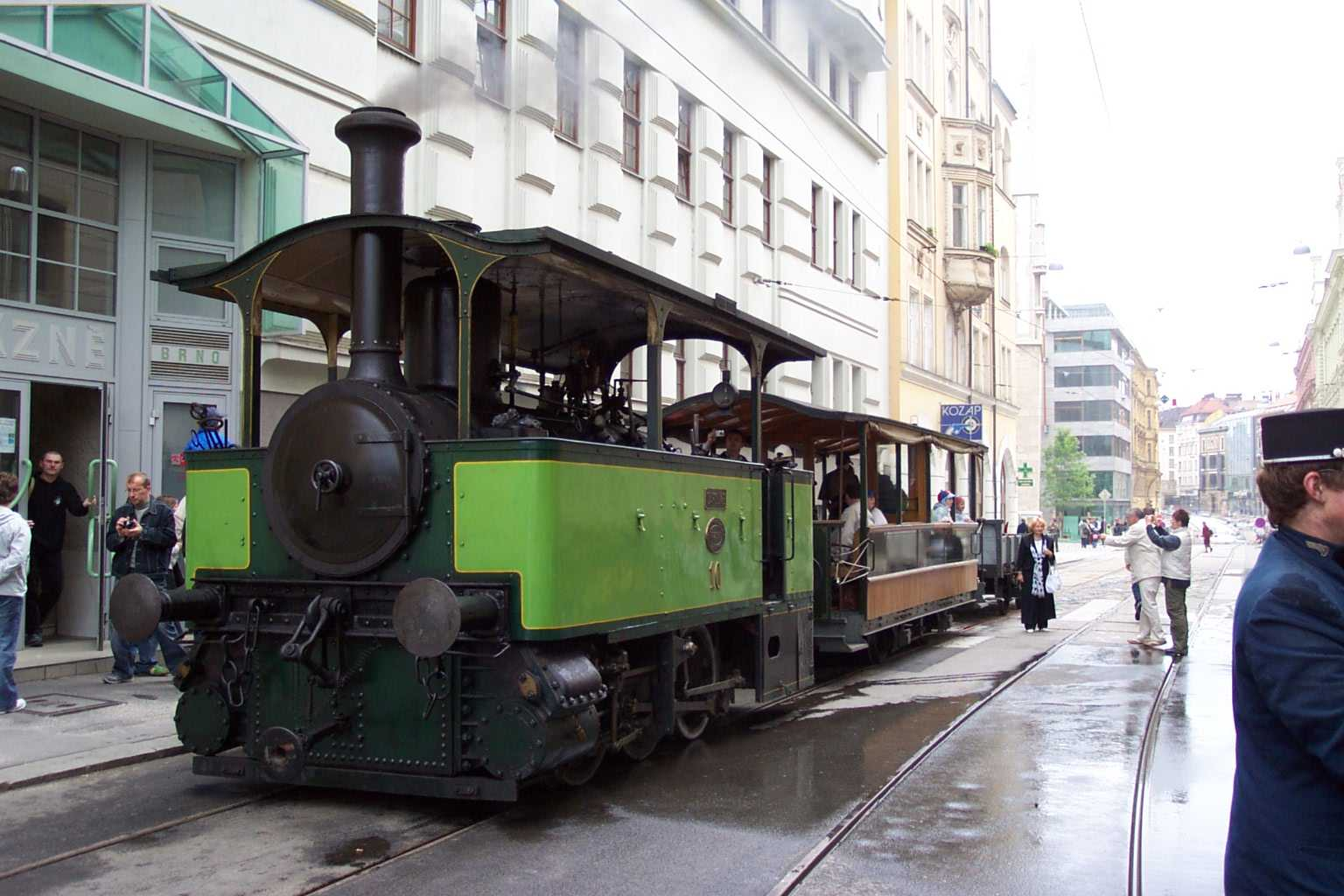
„Dampf-Tramway“; hier als Museumszug in Brünn (2006)

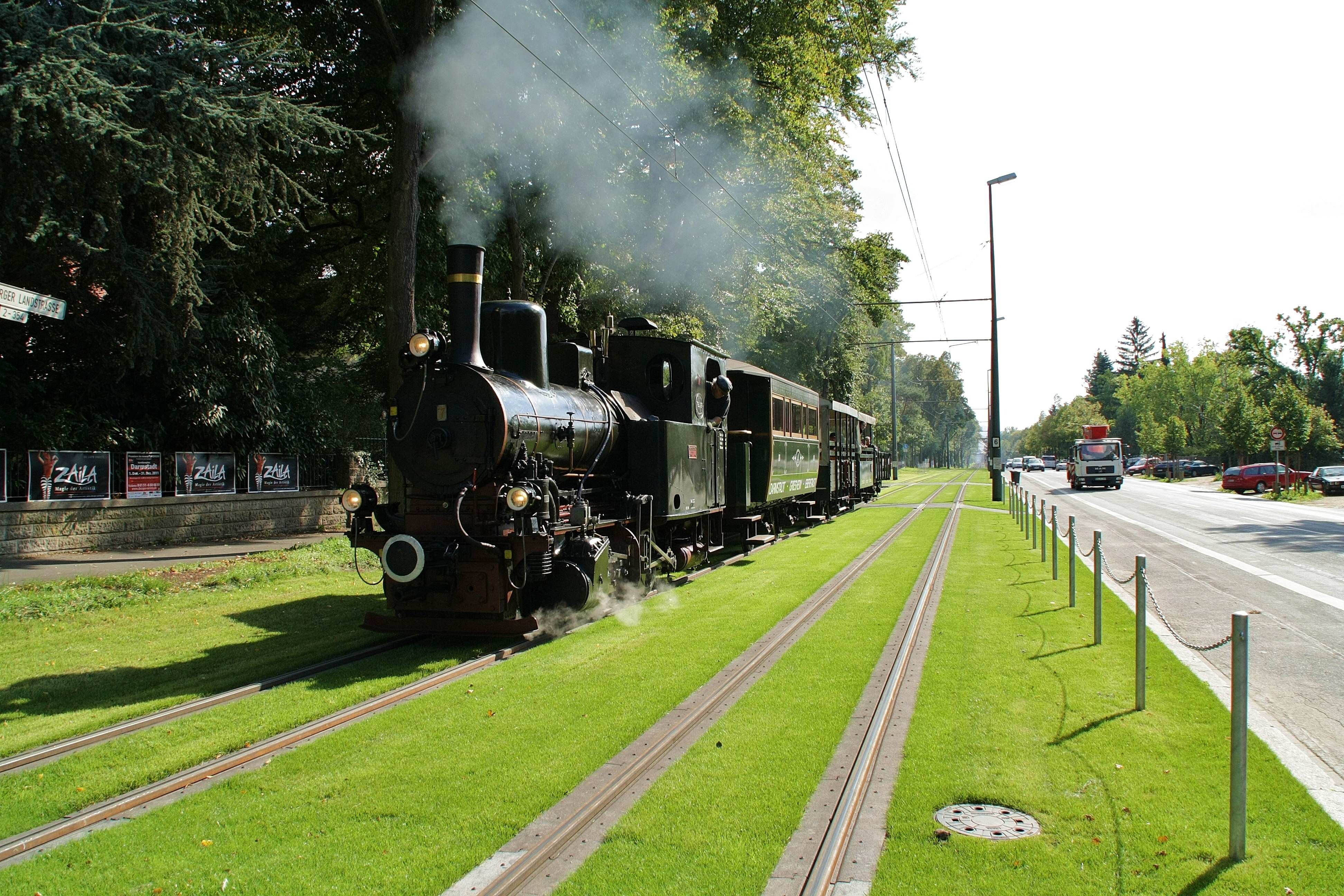
Der „Feurige Elias“ verkehrt heute als Museumsstraßenbahn auf dem Netz der Straßenbahn Darmstadt.

Als erste Dampfstraßenbahn Deutschlands nahm am 9. Juli 1877 die Cassel Tramway von Kassel nach Wilhelmshöhe ihren Betrieb auf. Zuvor gab es bereits Dampfstraßenbahnen in Paris und Kopenhagen. In den Jahren von etwa 1880 bis 1910 waren Dampfstraßenbahnen weit verbreitet, insbesondere auf Überlandstrecken. Innerhalb der Städte wurden hingegen auch weiterhin bevorzugt Pferdebahnen eingesetzt, die bereits in den 1830er Jahren aufkamen. 
Zu Beginn des 20. Jahrhunderts wurden die meisten Dampfstraßenbahnen – wie auch viele Pferdebahnen – elektrifiziert. Die Führung dampfbetriebener Bahnen durch bebaute Straßenzüge galt damals als nicht mehr zeitgemäß und führte teilweise auch zu Protesten betroffener Anwohner. Jedoch wurden Dampfstraßenbahnen auf bestimmten weniger frequentierten Relationen noch bis weit ins 20. Jahrhundert hinein eingesetzt. In einigen Städten wurden sogar neu errichtete Strecken noch mit Dampfstraßenbahnen betrieben, so 1924 in Samarkand (Usbekistan).

## Auswahl von Dampfstraßenbahnbetrieben in Deutschland
- Cassel Tramway (1877 bis 1897)

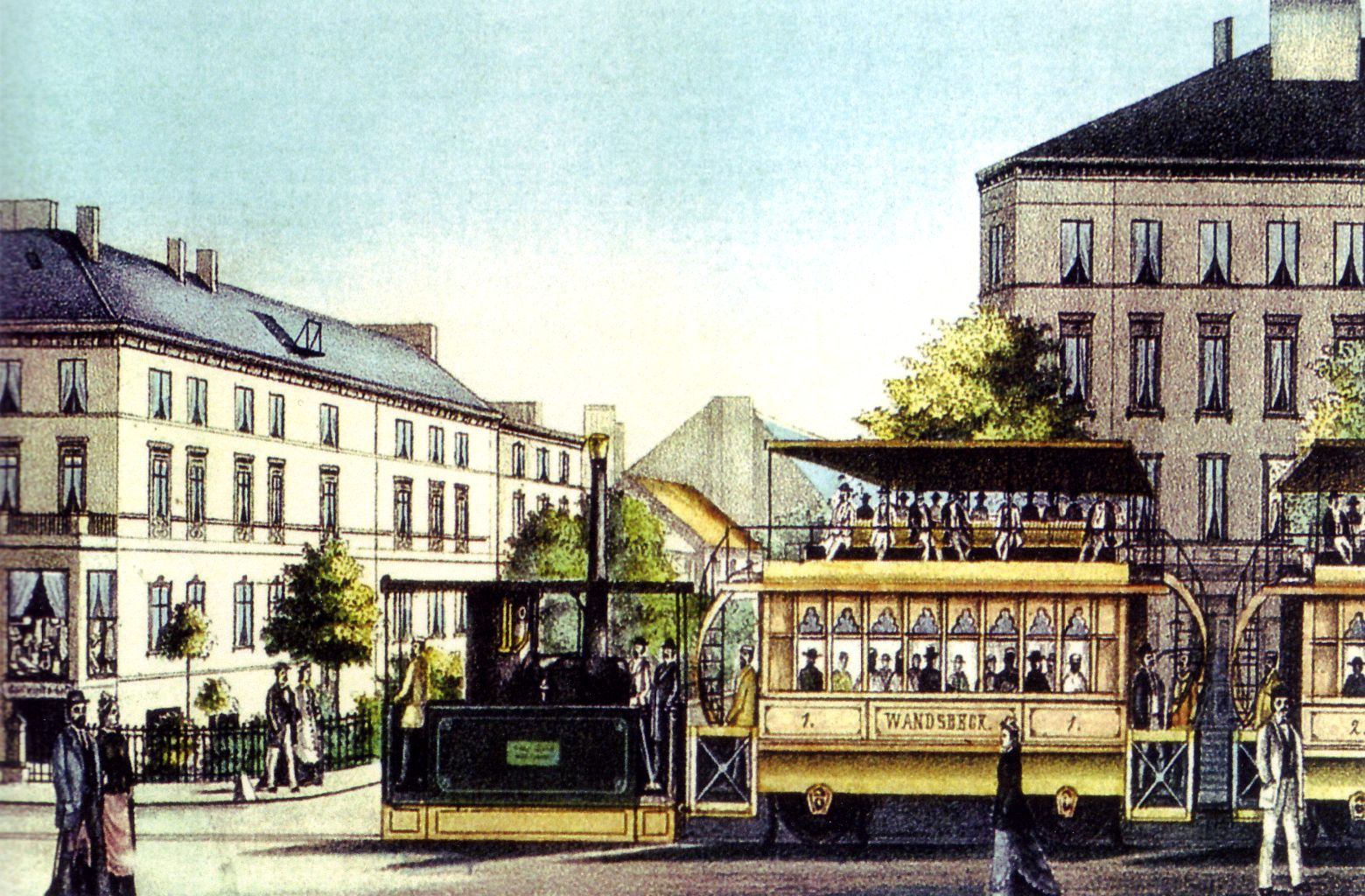
Dampfstraßenbahn von Hamburg nach Wandsbek

- Dampfstraßenbahn von Hamburg nach WandsbekDampfstraßenbahn Hamburg–Wandsbek (1878 bis 1897)
- Dampfbahn Karlsruhe–Durlach (1880 bis 1900)
- Dampfstraßenbahn München (1883 bis 1900)
- Berliner Dampfstraßenbahn (1886 bis 1898)
- Doberan-Heiligendammer-Eisenbahn (1886 bis 1910)
- Dampfstraßenbahn Darmstadt (1886 bis 1922)
- Chiemsee-Bahn (1887 bis heute)
- Eschersheimer Lokalbahn (1888 bis 1908)
- Lokalbahn Ravensburg–Weingarten (1888 bis 1910)
- Filderbahn (1888 bis 1902)
- Frankfurter Waldbahn (1889 bis 1929)
- Straßenbahn Saarbrücken (1890–1899)
- Straßenbahn Mainz (1891 bis 1923)
- Straßenbahn Naumburg (1892 bis 1906)
- Schlesische Straßenbahn (1894 bis 1898)
- Dampfstraßenbahn Eltville–Schlangenbad (1895 bis 1933)
- Straßenbahn Straßburg (1896 bis 1898)
- Lokalbahn Reutlingen–Eningen (1899 bis 1912)
- Dampfstraßenbahn Neuötting–Altötting (1906 bis 1930)
- Straßenbahn Mörchingen (1911 bis 1918)

## Weitere
- Dampfstraßenbahn Lagos
- Samarang–Joana Stoomtram Maatschappij
- Dampfstraßenbahn Royan
- Dampfstraßenbahn von Quend-Plage und Fort-Mahon
- Dampfstraßenbahnen in Schweden
- Straßenbahnstrecke Hietzing–Rodaun
- LTM Dampfstraßenbahnen